# 桑原郡
- 令制国一覧 > 西海道 > 大隅国 > 桑原郡
- 日本 > 九州地方 > 鹿児島県 > 桑原郡

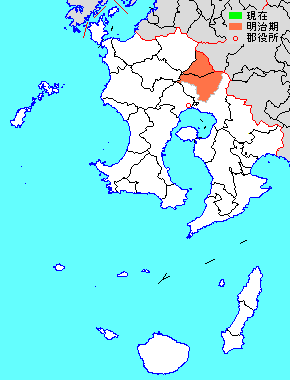
鹿児島県桑原郡の位置

桑原郡（くわばらぐん）は、かつて鹿児島県（大隅国）に存在した郡。

## 郡域
1879年（明治12年）に行政区画として発足した当時の郡域は、下記の区域にあたる。
- 姶良郡湧水町の全域
- 霧島市の一部（牧園町各町・横川町各町・隼人町朝日・隼人町東郷・隼人町西光寺・隼人町嘉例川）

## 歴史

### 古代
もと囎唹郡の一部であったが、大隅国成立の翌年である和銅7年（714年）に分割されている。近世以降には桑原郡からさらに始羅郡（現・姶良郡）が分割されたとみられる。

### 近世以降の沿革

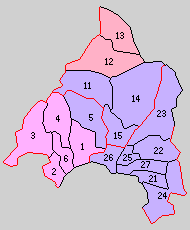
11.横川村 12.栗野村 13.吉松村 14.牧園村 15.西襲山村（紫：霧島市 赤：湧水町 1 - 6は姶良郡 21 - 27は西囎唹郡）

- 明治初年時点では全域が薩摩鹿児島藩領であった。「旧高旧領取調帳」に記載されている、同時点での村は以下の通り[注 1]。（25村）
  - 踊郷 - 宿窪田村、万膳村、三体堂村、中津川村、上中津川村、持松村（現・霧島市）
  - 吉松郷 - 中津川村、般若寺村、川西村、鶴丸村、川添村（現・湧水町）
  - 横川郷 - 上之村、下之村、中之村（現・霧島市）
  - 栗野郷 - 田尾原村、木場村、恒次村、北方村、米永村、幸田村、稲葉崎村（現・湧水町）
  - 日当山郷 - 朝日村、東郷村、西光寺村、嘉例川村（現・霧島市）
- 明治4年7月14日（1871年8月29日） - 廃藩置県により鹿児島県の管轄となる。
- 明治2年（1869年） - 日当山郷が囎唹郡襲山郷に編入。（21村）
- 明治12年（1879年）2月17日
  - 郡区町村編制法の鹿児島県での施行により、行政区画としての桑原郡が発足。「加治木郡役所」が姶良郡反土村に設置され、同郡および囎唹郡[注 2]とともに管轄。
  - 囎唹郡襲山郷の一部（旧・日当山郷）が分立して西襲山郷となり、所属郡が本郡に変更。（25村）
- 明治15年（1882年） - 中津川村（踊郷）が改称して下中津川村となる。
- 明治22年（1889年）4月1日 - 町村制の施行により、各郷に横川村、栗野村、吉松村、牧園村［踊郷］、西襲山村が発足。
- 明治30年（1897年）4月1日 - 郡制の施行のため、「加治木郡役所」の管轄区域をもって改めて姶良郡が発足[2]。同日桑原郡廃止。